# Escudero (historia)
Un escudero era un pequeño noble que estaba estrechamente relacionado con alguna gran casa real, en muchas ocasiones parientes de las mismas privados de fortuna por la prevalencia del mayorazgo.
En la Edad Media y en los tiempos de la caballería, escudero era lo mismo que armígero. En el lenguaje heráldico actual se encuentra el término moderna blasonado.

## Historia
Un escudero es, según el Tesoro de la lengua[cita requerida] publicado en 1611:

El hidalgo que lleva el escudo al caballero, en tanto que no pelea con él. En la paz, los escuderos sirven a los grandes señores, de acompañar delante de sus personas, asistir en la antecámara y sala; otros están en sus casas, y llevan acostamiento de los señores, acudiendo a sus obligaciones militares o cortesanas a tiempos ciertos; los que tienen alguna pasada (es decir aquellos con mayores fortunas) huelgan más de estar en sus casas que de servir, por lo poco que medran y lo mucho que les ocupan.

La definición más común de escudero (casi siempre referida a la Edad Media) es la de un adolescente, entrenado para convertirse en caballero. Un niño podía convertirse en escudero a la edad de 14 años. Los escuderos se encontraban en el segundo paso para convertirse en caballero, después de haber servido como paje. Estos servían a un caballero como asistente o portador de escudos, haciendo tareas simples pero importantes, como ensillar un caballo o cuidar las armas y armaduras del caballero. El escudero a veces llevaba la bandera del caballero a la batalla con su maestro.
Un caballero típicamente llevaba a su escudero a la batalla y le daba la oportunidad de demostrar su valía. Si demostraba su lealtad y habilidad en la batalla, tendría su "investidura", una ceremonia oficial que lo convertía en caballero. Sin embargo, durante la Edad Media, el rango del escudero llegó a ser reconocido por derecho propio; ya no se suponía que un escudero se convertiría automáticamente en un caballero. La conexión entre un escudero y cualquier caballero en particular también terminó, al igual que cualquier tarea de portar escudos.
Se llamaba también escuderos a aquellos hombres que, por la nobleza de su linaje, reunían las condiciones para ser armados caballeros aun cuando no llegaran nunca a alcanzar esta dignidad.
Es frecuente encontrarlos presentes en la Reconquista realizando hazañas como la toma de Baeza dado que los escuderos solían construir la oficialidad en las huestes de los grandes magnates medievales.
Los Reyes y los Grandes se preciaban de tener por escuderos a miembros de ramas secundarias de importantes linajes, así cuanto más distinguidos eran sus escuderos mayor el prestigio de la casa a la que servían.

## En la cultura popular
Rodrigo Díaz de Vivar el Cid, fue escudero de Rey. En la obra anónima La vida de Lazarillo de Tormes el protagonista, Lázaro de Tormes, sirve durante algún tiempo a un escudero prácticamente arruinado, pero que no desea vender su espada y mitigar así la miseria en la que vive por ser el símbolo de su rango nobiliario.